# Festa de l'Arbre
La Festa de l'Arbre és una celebració que té lloc en diverses poblacions catalanes al voltant de l'1 de maig (i, a la pràctica, durant tota la primavera) que consisteix a reivindicar la importància dels boscos i la biodiversitat amb la plantació de diversos exemplars d'arbres autòctons.
La celebració de la Festa de l'Arbre a Catalunya va ser instaurada el 1899 per l'enginyer forestal Rafael Puig i Valls, precursor de la defensa del medi natural i l'educació ambiental al nostre país. Amb aquesta celebració, que s'emmirallava en l'Arbor Day de Nebraska (EUA), instaurada el 1872, volia difondre la importància dels arbres com reguladors del cicle de l'aigua, protectors contra l'erosió i moduladors del paisatge.
Les primeres festes de l'arbre a Catalunya van tenir lloc la primavera de 1899 organitzades per la Societat Amics de la Festa de l'Arbre, que havia estat fundada pel mateix Rafael Puig: el 23 de març a Sant Joan de les Abadesses, amb la participació de tots els infants de la vila en etapa escolar, i el 30 d'abril al Parc de la Ciutadella de Barcelona. En aquesta festa, que va tenir repercussió a la premsa de l'època, hi varen assistir mil cinc-cents nens i nenes i es van plantar quatre-cents pins. El discurs de Rafael Puig va incidir en la necessitat de fomentar la riquesa forestal. També hi va intervenir l'alcalde de Barcelona, el Doctor Robert, que va lloar el caràcter d'utilitat pública i regeneració representat per la festa.
Convençut de la necessitat de promoure el respecte als boscos i la repoblació forestal, Rafael Valls va estendre la festa per altres indrets de Catalunya. Així, la Societat Amics de la Festa de l'Arbre va crear la publicació anual Crònica de la Festa de l'Arbre que recollia les activitats de la Societat i la descripció de les Festes realitzades en el decurs de l'any a diferents indrets. La publicació de l'any 1900 ja cita la celebració en més d'una vintena de municipis catalans.
La festa es va difondre per altres països d'Europa. En reconeixement d'aquesta tasca, el govern francès imposà la Legió d'Honor a Rafael Puig en el transcurs de l'Exposició Universal de París del 1904. I l'any 1915 es publica una Reial Ordre del Ministeri de Foment i un Reial Decret del Ministri de Governació que instauren La Fiesta del Arbol a tot el territori de l'Estat espanyol.